# Boldești, Prahova
Boldești este satul de reședință al comunei Boldești-Gradiștea din județul Prahova, Muntenia, România. Se află în extremitatea sud-estică a județului, pe malul de vest al lacului Boldești.
Așezarea este atestată documentar în anul 1503.
Sunt practicate agricultura, vânătoarea și pescuitul. Există patru bălți: Colac, Pom, „La rațe” și Crama.